# Auditorio Nacional de Música
L'Auditorio Nacional de Música è un auditorium situato a Madrid, dedicato prevalentemente a concerti di musica classica. È gestito dall'Istituto nazionale delle arti sceniche e della musica, dipendente dal Ministero della Cultura spagnolo. Opera dell'architetto José María García de Paredes, fu inaugurato il 21 ottobre 1988. La sua costruzione fu programmata nell'ambito di un piano nazionale destinato a dotare il Paese di adeguate infrastrutture in ambito musicale.
È sede della Orquesta Nacional de España, del Coro Nacional de España e della Joven Orquesta Nacional de España.

## Installazioni

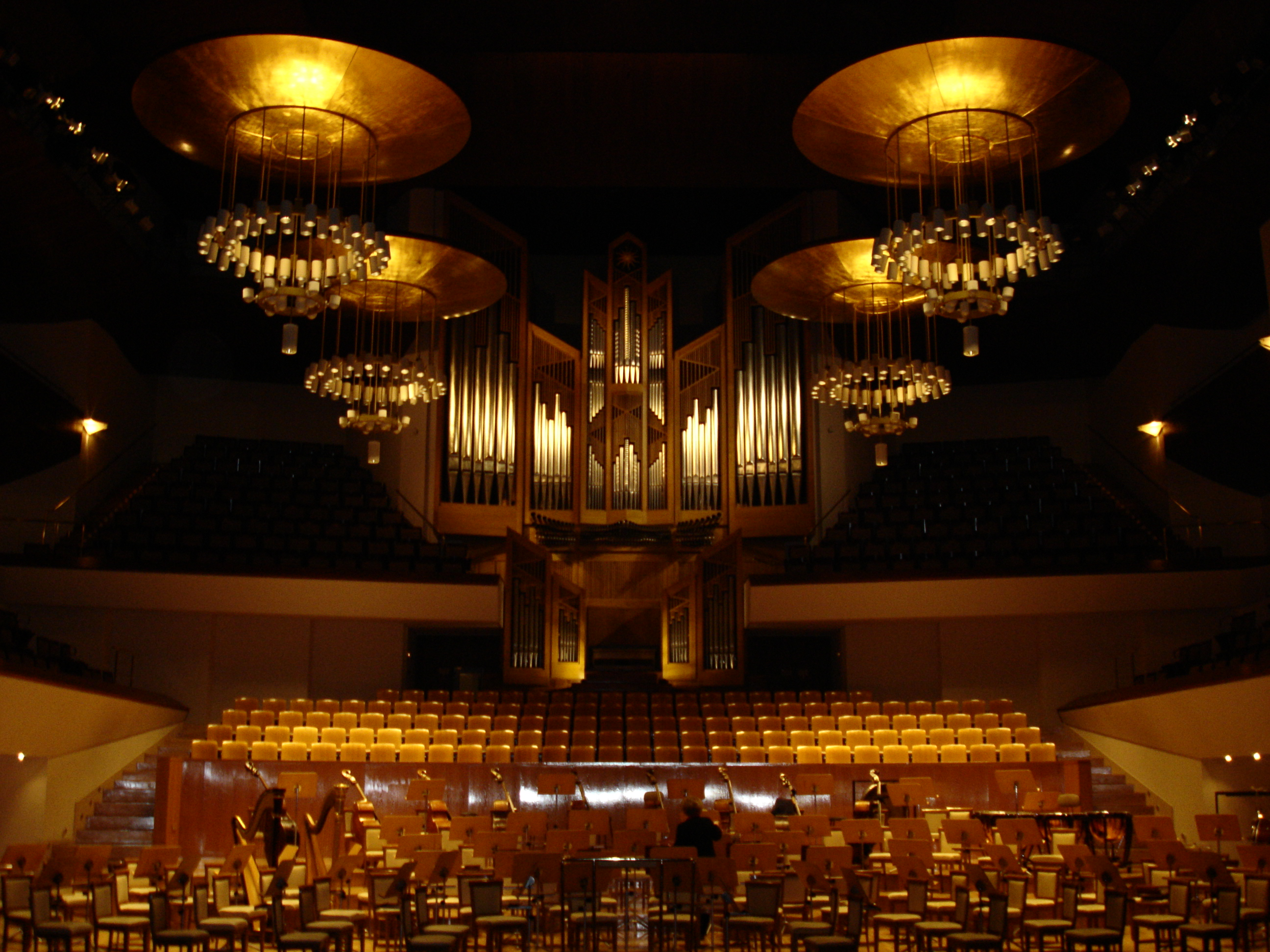
Sala sinfonica.

L'Auditorio possiede due sale da concerto, con una capacità di 2324 e 692 posti rispettivamente, che consentono di ospitare fino a quattro concerti al giorno. 

### Sala sinfonica
La sala sinfonica presenta un organo da 5700 canne realizzato da Gerhard Grenzing.
Il palco occupa una superficie di 285 m2, in grado di ospitare un'orchestra sinfonica completa e un coro da 130 elementi. Quando vengono eseguite opere che non prevedono l'uso del coro, i posti a sedere destinati ai coristi possono essere occupati dal pubblico aumentando così la capienza della sala.